# Hanácké muzeum v přírodě
Het Hanácké muzeum v přírodě (Nederlands: Hanna-museum in de natuur) is een museum in de Moravische gemeente Příkazy. Het museum is gericht voornamelijk op de (geschiedenis van de) volkscultuur van de Hanna. Het museum is in 1990 opgericht als het Soubor staveb lidové architektury v Příkazích (Verzameling van gebouwen van volksarchitectuur in Příkazy). In 2018 werd het Hanácké muzeum onderdeel van het Národní muzeum v přírodě (Nationale museum in de natuur) en kreeg het haar huidige naam. In de volksmond wordt het museum ook wel Hanácké skanzen v Příkazích (Hanna-skansen in Příkazy) genoemd.